# Rocca di Monrupino
Die Rocca di Monrupino ist eine hochmittelalterliche Burg in Monrupino in der italienischen Region Friaul-Julisch Venetien. Die Burg liegt zusammen mit einer Kirche auf dem Gipfel eines Hügels namens Tabor, der sowohl von Italien aus als auch von Slowenien aus sichtbar ist.

## Geschichte
Der Ort wurde als befestigte Siedlung auf dem Hügel gegründet. Später gab es dort Kämpfe zwischen den Römern und den Istriern, wobei die wehrhafte Ansiedlung stets ein Zufluchtsort für die Bevölkerung der Gegend war, auch in der Zeit der Völkerwanderung.
Es scheint, dass um das Jahr 1000 dort eine kleine Wehrkirche gebaut wurde, die aber später verfiel. Die neue Kirche innerhalb der Burg wurde im Jahre 1512 errichtet.